# 로드러너 레코드
로드러너 레코드(Roadrunner Records)는 헤비 메탈 밴드들이 많이 소속된 메이저 레코드 레이블이다.

## 역사
1980년 네덜란드에서 설립되었으며, 원래 이름은 "로드레이서 레코드"(Roadracer Records)이다. 로드러너의 초기 사업은 북미의 메탈을 유럽으로 수입해오는 것이었다. 1986년에 로드러너는 미국 뉴욕에 본사를 개설했고, 이후에 잉글랜드, 독일, 프랑스, 일본 그리고 오스트레일리아에서도 사업을 시작했다. 초기의 성공적인 아티스트는 킹 다이아몬드(로드러너 아티스트중 처음으로 빌보드 탑 200 앨범 차트에 진입함)와 어나힐레이터였고, 스칸디나비아 지역에서 메탈리카의 초기작을 발매하기도 했다. 1980년대의 끝자락에 발매된 오비추어리의 Slowly We Rot 과 세풀투라의 Beneath The Remains 이 두 장의 앨범은 지금은 이 장르의 고전으로 여겨지고 있다.
1990년대에는 디어사이드와 타입 오 네거티브와 같은 밴드와 함께하게 된다. 90년대가 지나가는 동안, 여러 로드러너의 밴드들은 그럭저럭 메인스트림쪽에 영향을 주기도 한다. 가장 주목할 만한 밴드는 세풀투라와 타입 오 네거티브이다. 세풀투라의 1993년에 발매된 앨범인 Chaos A.D.는 로드러너에서 발매된 앨범으로서는 처음으로 빌보드 앨범차트에서 상위 40위 안에 들었다. 타입 오 네거티브는 RIAA로부터 인증을 받은 첫 번째 로드러너 밴드가 되었다. 이는 1993년에 발매된 앨범인 Bloody Kisses에 대한 골드 어워드인데, 뒤늦게 1995년에야 인증을 받았다. 그들은 로드러너 밴드로서는 처음으로 라디오전파를 탄 밴드이기도 하다. 2000년에, 슬립낫이 처음으로 플래티넘을 기록한 로드러너 밴드가 되었다. 그러나 나중에 그들의 음악스타일을 바꿈으로서 상업적이 되었다는 의견도 있다. 2001년 초에 로드러너는 유니버설 뮤직 그룹에 의해 배급되었으나, 지금은 이 계약이 만료된 상태이다.
2006년 12월 18일 워너 뮤직 그룹에 인수되었다.

## 소속 음악가
유명한 소속 음악가로는 스틸 리메인스, 크레이들 오브 필스, 데블드라이버, 킬스위치 인게이지, 트리비엄, 머신 헤드, 니켈백, 오페스, 드림 시어터, 슬립낫, 소울플라이, 드래곤포스, 3 인치스 오브 블러드, 스톤 사워 등이 있다.
최근의 계약한 밴드들로는 블랙 레이블 소사이어티, 더 드레스덴 돌즈, 메가데스, 뉴욕 돌즈, 포커파인 트리, 위딘 템테이션, 씨케이와이 등이 있다.
주목할 만한 이전 아티스트들은 바이오해저드, 어나힐레이터, 콜 챔버, 디어사이드, 키메이라, 피어 팩토리(국제 계약은 아직 로드러너와 유효), 킹 다이아몬드, 라이프 오브 애거니, 오비추어리, 데쓰, 세풀투라, 타입 오 네거티브 등이 있다.

## 같이 보기
- 메탈 블레이드 레코드